# Норвезьке товариство охорони природи
Норвезьке товариство охорони природи (норв. Norges Naturvernforbund), також відоме як Друзі Землі Норвегії — одна з найбільших норвезьких екологічних організацій, що має приблизно 24 000 членів. Організація заснована на волонтерській роботі на місцевому та національному рівнях. Норвезьке товариство охорони природи займається широким діапазоном проблем, пов'язаних з охороною довкілля.

## Історія
Товариства було започатковане 1914 року як Національна асоціація охорони природи. 1916 року асоціація почала свою роботу після заснування трьох регіональних відділень, і першим головою став Яльмар Брох. Організація кілька разів змінювала назву, сучасна версія затверджена у 1962 році. Перший примірник журналу товариства Норск Натур був опублікований у 1965 році, а через два роки була заснована молодіжна філія організації «Природа і молодь».
Міжнародні заходи: освітній проєкт в 16 країнах зі сталої енергетики і практичних енергоощадних заходів SPARE [Архівовано 7 березня 2022 у Wayback Machine.]. Діяльність по проєкту розпочалася у східноєвропейських країнах в 1996—99 рр., а у країнах пострадянського простору з 2005 року і поширюється на 7000 шкіл (2008).

## Структура організації
Організація має 18 національних відділень та 155 місцевих груп, молодіжну (Natur og Ungdom) та дитячу (Miljøagentene) організації. Офіс організації розташований в Осло. Організація має 28 найманих працівників, деякі з них працюють в регіональних відділеннях. Норвезьке товариство охорони природи видає журнал «Природа та довкілля».
Головні напрямки діяльності організації — протидія зміні клімату та охорона дикої природи. Також, Товариство займається збереженням в природному стані прибережних екосистем та підвищенням енергоефективності будівель.
Організація має розгалужену структуру міжнародних НУО, які переважно займаються проєктами з енергозбереження та екологічної освіти. Більшість із цих проєктів здійснюється у Центральній та Східній Європі, Центральній Азії та Західній Африці.